# 더 마린
《더 마린》(영어: The Marine)은 2006년 공개된 미국의 액션 스릴러 영화이다. 이후 《더 마린 2》(2009), 《더 마린 3》(2013) 등 속편 비디오 영화 다섯 편이 출시되었다.

## 출연진
- 존 시나
- 로버트 패트릭
- 켈리 칼슨
- 앤서니 레이 파커
- 애비게일 비앵카
- 마누 베넷
- 제롬 에일러스
- 드루 파월
- 피래스 디라니
- 프랭크 칼로피오
- 제프 체이스
- 저말 더프

## 기타 제작진
- 공동 제작: 제드 블라우그런드
- 협력 제작: 프랭크 칼로피오
- 배역: 앨리슨 보시
- 미술: 허버트 핀터
- 의상: 그레이엄 퍼셀